# Lepsény
Lepsény is een plaats (nagyközség) en gemeente in het Hongaarse comitaat Fejér. Lepsény telt 3213 inwoners (2001).